# Французька школа географії людини
Французька школа географії людини (фр. Géographie humaine) — одна з найвідоміших, переважно, країнознавчих наукових шкіл. З кінця ХІХ — початку XX століття характеризується чітко вираженим країнознавчим спрямуванням.
Визначальною рисою французької школи є гуманістичний підхід, в якому першорядна роль належить людині. Інша ознака цієї школи — видатне мистецтво опису. Однак такий опис не базувався на чіткій та обґрунтованій схемі характеристики території. Матеріал викладався так, щоб читач відчув «аромат території». Вибиралися найбільш вражаючі деталі, які впливають на уяву, і вони зближалися між собою в тексті. Поряд часто ставилися далекі один від одного факти, наприклад, політичні, археологічні і кліматичні. На відміну від своїх німецьких колег, французькі географи майже не приділяли уваги проблемі розділення географії на природничу та суспільну. Французька географічна школа мала вплив на розвиток географії в інших країнах.

## Поль Відаль де ла Блаш

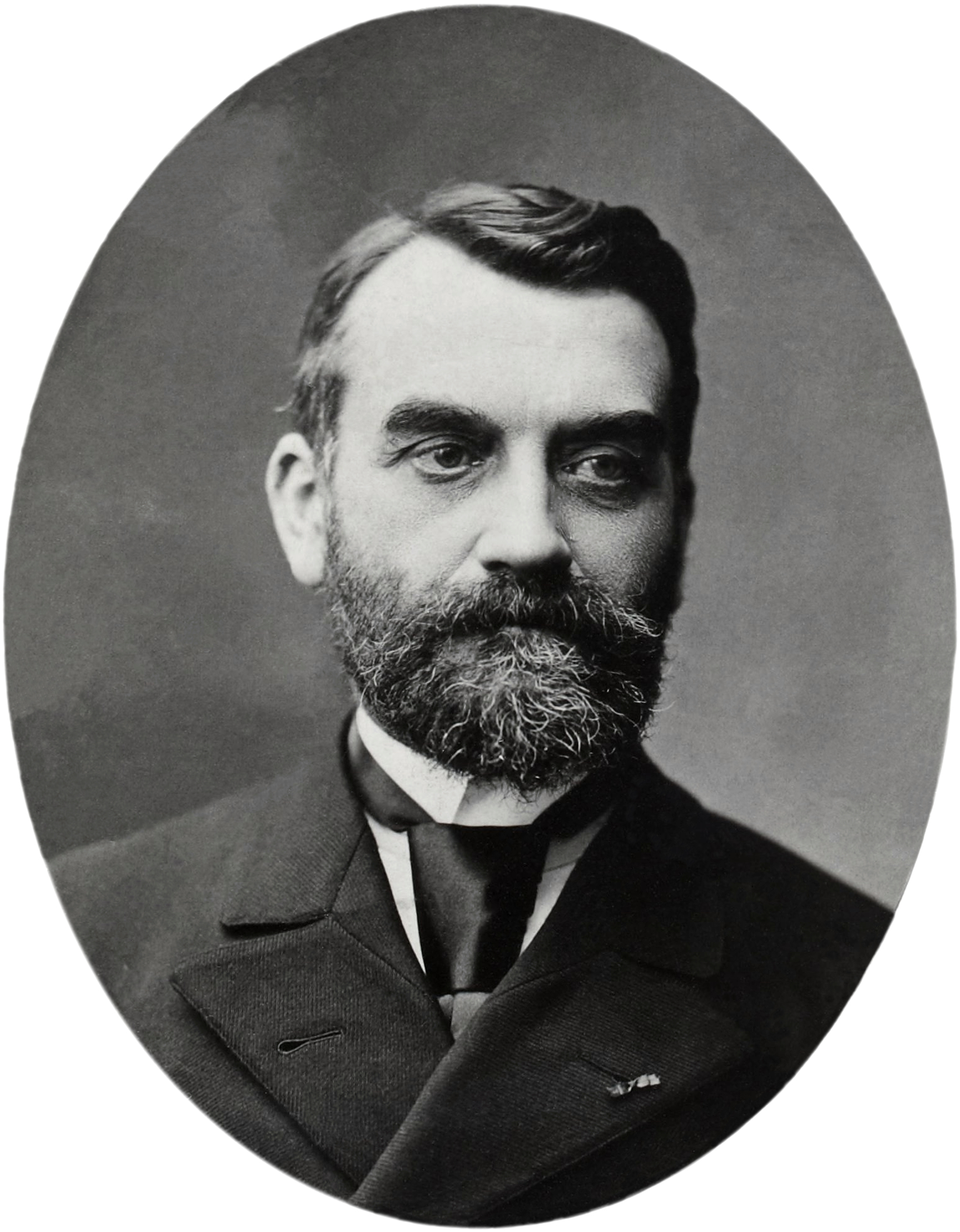
Поль Відаль де ла Блаш

Представник Поль Віда́ль де ла Блаш (фр. Paul Vidal de La Blache; 1845–1918) відомий своїм шедевром «Картини географії Франції». У цій праці він порівнює країну з особистістю. Цікавими є думки вченого про географічну специфіку території. Він наголошував на взаємній гармонії між ландшафтом і людською діяльністю. Вираженням взаємодії природи і людини під час адаптації людини до природи Відаль де ла Блаш вважав «спосіб життя», який він називав «первинним основним» предметом дослідження. Варто зазначити, що географи французької школи країнознавства вивчали в першу чергу зовнішні прояви в ландшафті від діяльності людини. Тому в роботах школи основний акцент ставився на сферу, в якій людина була найтісніше зв'язана з природою, найбільше від неї залежала. Промислові райони і великі міста, як правило, не вивчалися.

## Жан Брюн

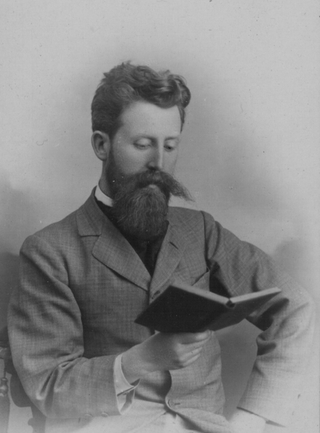
Жан Брюн

Країнознавчо-краєзнавчий напрям французької школи географії не відрізнявся глибоким теоретичним обґрунтуванням. Дослідження в напрямку географії людини концептуально продовжив один з учнів Відаля — Жан Брюн (фр. Jean Brunhes; 1869–1930), який сприяв закріпленню і розповсюдженню ідей Відаля у Франції та за її межами. І. А. Вітвер відзначає два основних принципи географії людини, розвинутих Брюном:
- Перший — «принцип людської діяльності», у процесі якого безупинно змінюються географічні факти.
- Другий — «принцип взаємозв'язку», який означає складання (формування) географічного об'єкта в результаті взаємодії окремих елементів, а також взаємодії даного району чи країни з іншими районами, країнами, зі світовим господарством. Брюн підкреслював, що «географія — не інвентар, а історія; не перерахування, а система»[1].

Брюн виділяв 3 категорії найважливіших реалій географії людства, які проілюстрував на прикладі взаємодії людини і природи в декількох оазисних районах Сахари та в Альпах:
1. Реалії непродуктивного використання земель для житла і доріг.
2. Реалії освоєння земель рослинами та тваринами, або обробіток і розведення.
3. Реалії деструктивної експлуатації ресурсів: збіднення рослинності, знищення тварин, видобуток корисних копалин.

Згодом Брюн розширив сферу своїх досліджень і окрім географії людини вивчав політичні та історичні аспекти географії.